# ارنست فن هیردن
ارنست فن هیردن (هلندی: Ernst van Heerden; ۲۰ مارس ۱۹۱۶ – ۳۰ سپتامبر ۱۹۹۷) شاعر و نویسنده اهل آفریقای جنوبی بود.
از افتخارات وی میتوان به کسب مدال نقره اشعار غنایی در بخش مسابقات هنری بازی‌های المپیک تابستانی ۱۹۴۸ اشاره کرد.